# Acide lactobionique
L'acide lactobionique ou acide 4-O-β-galactopyranosyl-D-gluconique est un composé organique, plus particulièrement un ose acide, de formule C12H22O12. C'est un disaccharide formé par l'acide gluconique et le galactose.Il est obtenu par oxydation du lactose.
Sa base conjuguée, le lactobionate, peut notamment former plusieurs sels comme le lactobionate de calcium (E399), un stabilisant alimentaire, et le lactobionate de potassium.

## Utilisation
L'acide lactobionique rentre dans la composition de certains cosmétiques comme antioxydant et de produits pharmaceutiques comme excipient.